# 阿尔斯莱法韦
阿尔斯莱法韦（法語：Ars-les-Favets）是法国多姆山省的一个市镇，位于该省西北部，属于里永区。该市镇总面积14.6平方公里，2009年时的人口为235人。

## 人口
阿尔斯莱法韦人口变化图示